# Pandita Ramabai
Pandita Ramabai (1858–1922) foi uma defensora dos direitos humanos na Índia, uma das primeiras mulheres indianas a casar-se com um homem de outra casta, contrariando assim o sistema hindu de castas e karma. Quando foi morar na Inglaterra  converteu-se ao Cristianismo. Ramabai guiou um pequeno, porém renovado grupo à experiencia do batismo no Espírito Santo no início de 1900. A história do pentecostalismo na Índia começou com o ministério desta mulher brâmane.